# Jorge Fossati
Jorge Daniel Fossati Lurachi (Montevideo, 22 november 1952) is een Uruguayaans voetbaltrainer en voormalig voetballer die speelde als doelman. Met LDU Quito en Al-Sadd won Fossati als hoofdtrainer diverse internationale clubprijzen.

## Loopbaan als trainer
Fossati heeft tijdens zijn voetbaltijd als keeper gespeeld en stelt dat hij de kans had om wedstrijden te bekijken door het perspectief van een toeschouwer en het vermogen om de toneelstukken te interpreteren. Hij begon zijn teamgenoten te coachen als keeper, onder toezicht van de coach. Naarmate hij ouder werd, begon hij analyses van de wedstrijden en coaches te schrijven, waarbij hij opmerkte welke facetten hij zou hebben aangepast.
Na zijn pensionering als speler besloot Fossati het management op zich te nemen. In het begin had hij de leiding over River Plate Montevideo, Peñarol en Danubio FC in Uruguay. 

## Erelijst
Als speler
 Peñarol

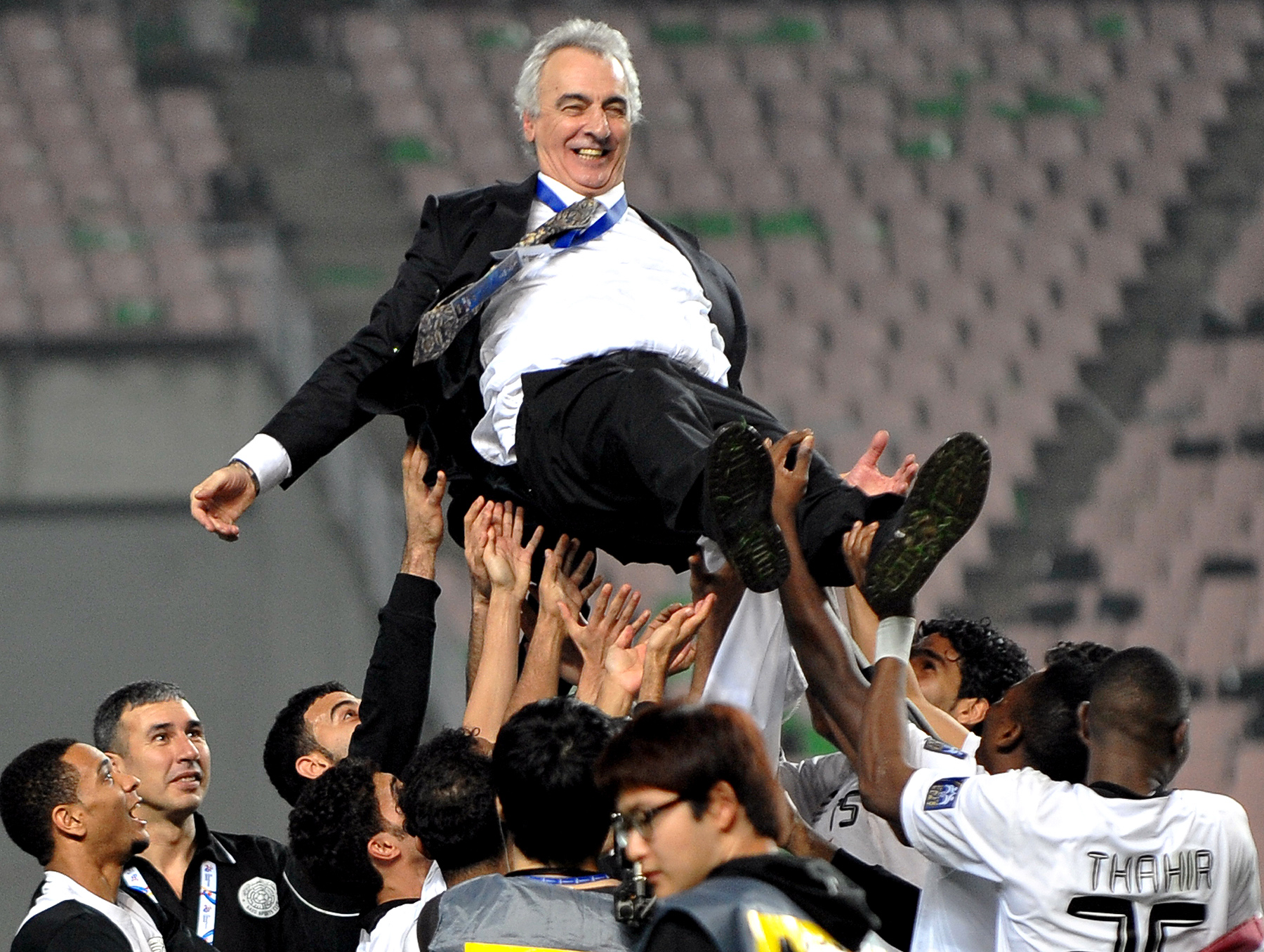
Jorge Fossati na de AFC Champions League-winst met Al-Sadd in 2011

- Primera División: 1973, 1974, 1975, 1978, 1979

 Olimpia
- Primera División: 1983

 Rosario Central
- Primera División: 1986/87

 Avaí
- Campeonato Catarinense: 1988

Als trainer
 Peñarol
- Primera División: 1996

 LDU Quito
- Liga Pro: 2003
- CONMEBOL Recopa: 2009
- CONMEBOL Sudamericana: 2009

 Al-Sadd
- Qatar Stars League: 2006/07
- Emir Cup: 2007
- Crown Prince Cup: 2006, 2007
- Sheikh Jassem Cup: 2007
- AFC Champions League: 2011

 Cerro Porteño
- Primera División: 2012

 Al-Rayyan
- Qatar Stars League: 2015/16